# 尼尔·海伍德
尼尔·海伍德（中文又译：尼尔·伍德，粵語又譯：尼爾·希活，1970年10月20日—2011年11月14日），英国商人，其曾外祖父約翰·巴爾·阿弗萊克（John Barr Affleck）于1935至1938年任英國駐天津總領事。海伍德生前长住中国大陆，担任商业咨询顾问，并与薄熙来、谷開來夫妇关系密切。2011年11月，海伍德被谷开来在重庆谋杀。

## 生平
1970年10月20日，海伍德生于英国西伦敦肯辛顿，在克拉珀姆长大。1984年到1988年，海伍德进入哈罗公学学习。1989年，他进入华威大学主修国际关系学。1992年毕业后曾在英国下议院工作。
1990年代初，海伍德前往北京语言大学学习中文。之后，他与朋友克里斯多夫·伯丁顿（Christopher Boddington）在大连开了一家名为海伍德与伯丁顿联合公司（Heywood Boddington Associates）的顾问咨询公司，以帮助外国公司进入与调研中国市场。2000年，海伍德在英国注册了一家名为“尼尔·海伍德联合公司”（Neil Heywood & Associates），主要业务为撰写有关亚洲市场的分析文章及并为《经济学人》杂志撰写文章。
在薄熙来任大连市长期间，海伍德曾向其致信愿意帮助他吸引外资入大连，从而与薄建立联系。他也曾任薄熙来的儿子薄瓜瓜的英语教师，曾为薄瓜瓜在英国留学做过咨询工作，帮助其进入哈罗公学。薄熙来2004年被任命为商务部部长后去了北京。海伍德也搬到了北京工作，他生前一直常住北京市郊莱蒙湖别墅。
海伍德生前是阿斯顿·马丁汽车公司在北京一家销售公司董事会的非执行董事，他也曾为劳斯莱斯公司工作过。海伍德曾为哈克路特公司提供过服务，哈克路特公司是一家咨询公司，由一位前英国军情六处特工与他人创办，因而有传闻称海伍德为军情六处特工，但海伍德朋友、哈克路特公司、英国情报部门均表示否认，其死后英国政府发言人也称其近期并未为英国政府工作。尽管英国政府通常拒绝对相关事件发表评论，英国外交大臣黑格仍然罕见地出面对此予以否认。《华尔街日报》之后报道称，在采访了英国相关官员后，他们确认尽管不是军情六处的雇员，自2009年起，海伍德定期向军情六处提供情报。
海伍德总共在中国生活了近二十年，會说普通话。他拥有一辆二手灰色捷豹，由于是一个007迷，他将自己的车牌号为选为“N007W3”。

## 死亡

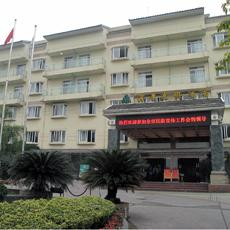
重庆南山丽景度假酒店主楼

2010年，海伍德拒绝了谷开来要求其离婚并发誓效忠薄家的要求，从而激怒了谷开来。此后，在来自薄家“不可承受的压力”之下，海伍德吸烟加剧并开始脱发，增加体重，还打算离开中国。2011年11月13日，海伍德在张晓军的陪同下被紧急召集前往重庆。此前，海伍德曾对其朋友称自己“惹上麻烦了”，并已经把薄家在海外投资的相关文件交给了他在英国的律师，作为防止自己发生不测的“保险单”。在飞往重庆后，海伍德未能电话联系到相关联系人，而只能在重庆南山丽景度假酒店内继续等待。谷开来曾请求海伍德帮助其向海外转移资金，但是由于海伍德出价过高未得到谷开来同意，据此海伍德威胁将停止参与并将相关内容曝光。
每日电讯报称，王立军告诉美国领事馆官员，2011年11月14日，在谷开来在场的情况下，海伍德在重庆南山丽景度假酒店一房间内被人按倒强行灌入氰化物，起初海伍德将氰化物吐出，随后再次被强行灌入更多的氰化物后死亡。事发后，该酒店所有工作人员被撤换，重庆官方称其死因为“饮酒过量”。11月18日，在未进行尸检的情况下海伍德的尸体被火化，骨灰随后被空运回伦敦。重庆公安局长王立军调查此案期间被薄熙来调任，后前往美国驻成都总领事馆避难，引发王立军事件。事件后薄熙来、王立军被中央去职，海伍德一案被重新调查，调查认为海伍德死于他杀，薄熙来妻子谷开来和薄家勤务人员张晓军有重大嫌疑，之后谷开来和张晓军皆被捕入狱并在2012年8月被分别判处死刑缓期执行和有期徒刑9年。谷開來先是同當時的重慶市公安局長王立軍商量，準備誣陷海伍德販毒，然後讓王立軍在緝毒抓捕時將海伍德擊斃。

## 家庭
在大连时期，海伍德认识了一位当地女子王露露（音译）并与其结婚，育有一个女儿奥利维娅（Olivia）和一个儿子彼得（Peter；也有说叫乔治，George），搬去北京后两个孩子在北京德威学院学校（即英国德威学院的北京分部）上学。
海伍德被害后，王露露曾试图离开中国前往英国，但被中国政府以危害国家安全为由拒绝其出境。

## 相关作品

### 影視作品
| 年分 | 作品       | 演員            |
| ---- | ---------- | --------------- |
| 2019 | 洗鈔事務所 | 馬提亞斯·修奈爾 |